# Robson Azevedo da Silva
Robson Azevedo da Silva, noto anche con lo pseudonimo di Robinho (São Caetano do Sul, 21 luglio 1995), è un calciatore brasiliano, attaccante dell'Água Santa.

## Caratteristiche tecniche
È un'ala destra.

## Palmarès

### Club

#### Competizioni nazionali
- Campionato bengalese: 2

Bashundhara Kings: 2021, 2022
- Coppa del Bangladesh: 2

Bashundhara Kings: 2021, 2023-2024

### Individuale
- Capocannoniere del campionato bengalese: 1

2020-2021 (21 gol)
- Miglior giocatore della Coppa del Bangladesh: 1

2023-2024